# Estado W
En mecánica cuántica, el estado W es consiste en una configuración de tres cúbits, que se escribe
{\displaystyle |\mathrm {W} \rangle ={\frac {1}{\sqrt {3}}}(|001\rangle +|010\rangle +|100\rangle )}
y representa un tipo específico de entrelazamiento cuántico a varios cuerpos. Este estado tiene varias aplicaciones en computación cuántica, sistemas en este estado verifican las desigualdades de Bell, y por lo tanto demuestran que no existe una teoría clásica de variables ocultas que reproduzca las predicciones de la mecánica cuántica. El estado debe su nombre a Wolfgang Dür, quién reportó por primera vez sus propiedades en colaboración con Guifré Vidal, e Ignacio Cirac en 2002.

## Propiedades

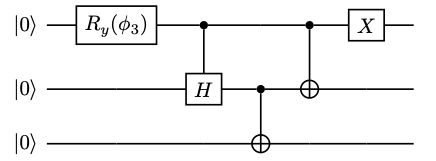
Circuito cuántico que reproduce un estado a 3 cúbits. El ángulo de rotación es.

El estado W, junto con el estado Greenberger–Horne–Zeilinger (GHZ), representan las dos clases diferentes de estados a tres cúbits máximamente entrelazados.
La diferencia entre el estado
{\displaystyle |\mathrm {GHZ} \rangle ={\frac {1}{\sqrt {2}}}(|000\rangle +|111\rangle )}
y el estado 
{\displaystyle |\mathrm {W} \rangle ={\frac {1}{\sqrt {3}}}(|001\rangle +|010\rangle +|100\rangle )}
se debe a sus propiedades en caso de pérdida o medición de uno de los cúbits.  En el estado W, si uno de los cúbits resulta estar en el estado 0 luego de la medición, los otros dos cúbits que no se han medido seguirán entrelazados en un estado de Bell. En cambio el estado GHZ, se vuelve separable después de la medición de uno de los cúbits. Por lo tanto la propiedad de entrelazamiento es más robusta en el estado W.

## Generalización
La noción de estado W, se puede generalizar a un número arbitrario de cúbits. Un estado W de {\displaystyle n} cúbits representa una superposición con coeficientes iguales de todos los estados con un único estado {\displaystyle |1\rangle }, mientras que el resto están en el estado {\displaystyle |0\rangle }:
{\displaystyle |\mathrm {W} \rangle ={\frac {1}{\sqrt {n}}}(|100...0\rangle +|010...0\rangle +...+|00...01\rangle ).}
Este estado W generalizado también es robusto a la pérdida de una partícula en comparación con el estado GHZ generalizado.